# Project Ultraman
《PROJECT ULTRAMAN》，是由泰国采耀公司、深圳玩具厂商先端玩具与广州锐视制作的52集超人特摄电视剧作品，其中采耀将承担该系列260万美元（2072万人民币（2006年））预算的一半，锐视提供40%，先端提供剩下的10%。
采耀公司製作的《PROJECT ULTRAMAN》原定在2006年6月起於泰國和中國播出，但在2005年被圓谷製作因超人海外版权起訴後並取消了播出。2009年，在泰國二審圓谷勝訴後，泰國法院責令采耀公司立即將《PROJECT ULTRAMAN》的相關資源連同三位采耀系原創超人的文化衍生產物盡數銷毀，使得該作品未來無法在泰國和中國播映。

## 故事大綱
近未來的中國，巨大不明暗黑生物體Maryway偽裝成隕石襲擊地球，超人力霸王千禧與Maryway一同墜落日本海域，地軸偏斜，引起巨大海嘯，湮沒日本及中國大陸部分沿海城市，地球氣象劇變，未來15年間超過1/3陸地沙漠化…… 
15年後，地球軍方受到神秘組織S指引成立BASE，果然新的暗黑生命體再次來襲，當年墜落地球的奧特曼超人力霸王千禧將自己附身於一個叫良的年輕人身上，善良的良是南京遊樂場的一名員工，但他並不知道自己體內存在著千禧，當遊樂場被怪物襲擊的時候危急的情況引發了良的變身，巨大的千禧出現在怪物和人類面前。不知情況的人類以為千禧是另外一個怪物，絕望逃生中發現千禧是在幫助人類，而千禧和怪獸間的戰鬥隨即展開。

## 登场角色
明
飾演者：馬修·迪安
超人力霸王千禧的人間體。
在远古的地球，因解决“次元的坟墓”事件而得到其他超人力霸王的信赖。
追击巨大不明外星生命体Maryway到地球途中遭受黑暗超人偷袭，坠落在撒哈拉沙漠某处陷入休眠，直至被南京游乐场员工明接触后觉醒。
尼爾
飾演者：雷·麥克唐納
黑暗超人的人間體。
在4万年前初次光临地球，因为“次元的坟墓”事件成为了奥特曼，曾被千禧奥特曼击败，后复活。
拥有善良的本性，被神秘生物ELBO操控，不辨善恶。
伊健
飾演者：郑伊健
本作主角，超人力霸王精锐的人間體
BASE小队成员，协助BASE小队对抗支配人类文明的神秘组织S。
精锐有两倍于普通超人力霸王的力量与速度，拥有“红族”血统，但比起其他奥特曼还稍显年轻，战斗经验较少。
渡部博士（Dr.ワタナベ）
飾演者： 矢野一基
瑪麗
飾演者：宝拉·泰勒
其他預計在電影內登場的演員，包括趙健（จ้าว เจี้ยน）、薩阿爾·邊蓬山、尼魯德・斯里詹亞、吉拉瓦特曼・纳维布恩（จิรวัฒน์ มานะวิบูลย์）、塔那蓬·扬普赖皮隆（ธนพล แย้มพรายพิรมย์）、喬瓦塔納蓬蓬平（โจวัทนพร พึ่งเพียร）、萨卡亚瓦旺拉塔卡蒙（ศักยวัชร์ วงศ์รัตนกมล）和帕瓦楚蘇萬（ภวัฒน์ ชูสุวรรณ）

## 本作登場的超人力霸王
在《PROJECT ULTRAMAN》出現的三位超人力霸王，其誕生地設定為M78 星雲，與超人兄弟相同，但因文化衍生產物盡數銷毀，因此當前不會出現在圓谷製作出品的作品中。

### 超人力霸王千禧
原文：อุลตร้าแมน มิลเลเนี่ยม / ULTRAMAN MILLENNIUM
具有青色眼睛的超人力霸王，擅長以泰拳戰鬥。據說因解決曾來到地球時發生的“次元之墓”事件而獲得了其他超人力霸王的信任。 胸前具有一種特殊的顏色計時器，可以改變其形狀以釋放其強大的力量，更是連接人類世界和超人力霸王世界的重要門戶。他在超人七號的訓練下學習了“Extreme Wide Shot” 最初設計時，曾考慮到小灰人的設計，因此它具有大眼睛、長後腦勺和寬前額的特徵。眼睛之所以是青色的，是因為考慮它第一次造訪地球的時候，想像著地球的顏色映入眼簾的感覺，千禧的設計得到了成田亨的認可。
- 高度：40米
- 重量：40,000噸
- 年齡：2600歲
- 出生地：M78星雲
- 必殺技：Luna Blast（據說威力堪比超人力霸王太郎的條紋射線[4]）、獵戶座箭[4]、雙臂射擊[4]、十字斬[4]、極廣角射擊[4] ]
- 變身者：Chow上尉（飾演者：Khun Thanakorn Suksomlert，《2001年曼谷超人力霸王千禧現場表演》[6]）、真（飾演者：大關正義，“超人力霸王現場秀4D[7]）、尼爾
- 變身物品：變形器

《2001年曼谷超人力霸王千禧現場表演》
在太陽系旅行時，他與AET第3特種作戰部隊 (UNITIII) 的成員Chow上尉戰鬥，後者在與試圖逃到地球的外星人Nackle戰鬥中喪生。
《PROJECT ULTRAMAN》
在追趕瑪麗薇時被黑暗超人襲擊掉進了撒哈拉沙漠。陷入休眠狀態，但被尼爾的自我犧牲精神復活並與尼爾融為一體。地球上的活動時間是3分鐘。當彩色計時器閃爍時，建築物的玻璃破碎並發出人類無法忍受的高分貝聲音，因此必須盡快完成戰鬥並離開地球。

### 黑暗超人
原文：ดาร ์ค อุลตร้าแมน / DARK ULTRAMAN
真實姓名是超人力霸王祖魯 (อุลตร้าแมนโซล, ULTRAMAN ZOUL) ，曾經是超人之父最信任的超人力霸王戰士，當怪物大軍入侵光之國時曾前往前線戰鬥。後來卻變成了一個邪惡的超人力霸王，並引起了整個銀河系的混亂，被稱為“黑暗超人” 。和其他戰士一樣，他實際有一顆善良的心，但現在無法憑自己的意志控制善惡之心（據說這個設定是基於佛教思想。）
儘管他引發了“次元之墓”事件並帶領巴爾坦星人入侵地球，但還是被千禧打敗。並被強行禁錮在次元墓穴中，但千禧希望他有朝一日以正義戰士的身份回歸。在那之後他復活了並再次獲得了自由，但誰也不知道他會以英雄戰士身份回歸，還是以宇宙的邪惡領袖的身份回歸。
- 身高：45米
- 重量：45,000噸
- 年齡：70,000歲
- 出生地：M78星雲
- 必殺技：日冕滅絕、[8]星雲爆炸、[8]螺旋星塵、[8]攻擊光束、[5]光譜射線、[5]電鋸光束、[5]

《超人力霸王現場秀4D》
與超人兄弟一起出現，獲得了時間來收集與怪獸軍隊和對付厄魯博星人戰鬥所需的靈魂能量，並創造出一個新的自然體出來（超人力霸王精銳）。

### 超人力霸王精銳
原文：อุลตร้าแมน เอลิท / ULTRAMAN ELITE
具有青色方形眼睛的超人力霸王。它的能力是一般超人力霸王的兩倍。和超人七號一樣，全身都是紅色，傳承著“赤族”的血脈。由於他比其他戰士的年紀還小，戰鬥經驗較少，但跨維度移動速度卻是最快的。他接受了超人力霸王艾斯的訓練，展現了他隱藏的天賦。在設計中方形眼睛的設計考慮了汽車的前燈。眼睛之所以是藍色的，是因為當他從太空看到地球時，被地球的美麗染成了藍色。
- 身高：42公尺
- 重量：42,000噸
- 年齡：2400歲
- 出生地：M78星雲

《超人力霸王現場秀4D》
根據超人之父表示，打敗厄魯博星人的唯一方法就是將超人力霸王的部分純淨靈魂，與厄魯博星人的靈魂融合，創造出一個新的自然身體已維持宇宙的平衡。純粹靈魂的能量在超人兄弟與黑暗超人的活動中聚集的那一刻，超人力霸王精銳作為一個新的自然體誕生，並協助黑暗超人和千禧一起對抗厄魯博星人。

### 厄魯博星人
原文： ALIEN ELUBO
千禧，黑暗超人，精銳的敵役對手。一個在宇宙中游蕩的獵人部落。由於我家鄉被摧被毀了。因誤會超人力霸王摧毀了他們的星球而對超人力霸王懷恨在心，因此將目標鎖定在超人力霸王所在的地球並摧毀它。由於新的微生物可以從厄魯博星人身上的病原體產生，使得怪獸可以通過融合它們誕生。因此，它也被稱為“創造新生命的神”
- 身高：45米
- 重量：55,000噸
- 出生地：厄魯博星

《超人力霸王現場秀4D》
擁有創造上述怪物的能力，創造出傑頓和紅王等怪獸攻擊地球。他將千禧趕到耗盡能量的地步，卻被黑暗、精銳和復活的千禧擊敗。

## 制作
- 製片人：辛波特·桑登猜
- 導演：Perasit Saengduenchai

概念團隊：
- 總設計師：Siridej Sirisomboon
- 視覺藝術家：Samson Anirut

### 過程
2005年5月24日，泰国采耀公司首席执行官Perasit Saengduenchai在新闻发布会上宣布，泰国采耀公司将于深圳玩具厂商先端玩具、广州锐视文化製作将联合制作52集电视剧《Project Ultraman》。这部奥特曼剧集由香港和泰国演员出演，且香港明星郑伊健将会作为主演饰演精锐奥特曼的人间体。并邀请好莱坞技术团队参与特效制作。
2006年初，《Project Ultraman》进入实拍阶段，采耀公司开始积极联系中国中央电视台和泰国、台湾、韩国、香港等地以及欧美地区的电视台商谈引进事宜，原定将于2007年暑季开播。
2006年11月，泰国一间戏院举行《Project Ultraman》记者会，郑伊健和Ray Mcdonald、Matthew DEean及女主角Paula Taylor出席记者会。

## 法律糾紛
2008年，泰国法院宣布，圆谷的转让合同《1976年合同》有伪造嫌疑。法院责令采耀公司立即将《Project Ultraman》的相关资源连同三位采耀系原创奥特曼的文化衍生产物尽数销毁。